# Magazin (sajtótermék)
A magazin képes folyóirat, amely rendszerint havonként vagy hetenként jelenik meg. A magazin célja a szórakoztatás, és stílusa, ízlése, életszemlélete alapján általában a nagyvárosi közönséghez szól. A magazinok általában papír alapon jelennek meg, de a technika korszakában egyre nagyobb szerepet kapnak az online magazinok is. A magazinok bevételeiket reklámokból, a vásárlás díjából, illetve az előfizetésből szerzik. A magazinok általában a harmadik oldalon kezdődnek.
A nyomtatott magazinokat a posta által, az újságárusoknál, áruházakban vagy könyvesboltokban terjesztik, de egyes magazinok ingyen is elérhetők. Az elektronikus terjesztés leginkább  közösségi oldalakon és e-mailben zajlik.

## Etimológia
A magazin szó a francia "magasin" (raktár, áruház) szóból származik. Eredeténél fogva a magazin szó egy gyűjteményre vagy tároló helyre vonatkozik. Írott publikációk esetén a szó a cikkek gyűjteményére utal. Az angol nyelvben a "magazine" szó egyben a fegyverraktár/heveder elnevezése is, illetve (a francia és az orosz nyelvből átvéve) áruházat is jelent.

## A magazinok terjesztése
Három formája van:

### Fizetés alapú terjesztés
Ekkor a magazint pénzért továbbítják az olvasóknak, vagy számonkénti fizetéssel, vagy előfizetéssel, amikor évi vagy havi díjat kell fizetni, és postán küldik a magazint. A fizetés alapú terjesztés teszi lehetővé a meghatározott olvasói statisztikákat.

### Ingyenes terjesztés
Ez azt jelenti, hogy nem kell fizetni a magazinért, ingyen árusítják például utcai elvevőhelyeken, a repülőgépen, vagy egyéb termékkel/publikációval közösen. A statisztika ez esetben csak a kiadások számát számolja, és nem az olvasók számát.

### Irányított terjesztés
Ezt leginkább a kereskedelmi magazinok használják. A lapot csak a megfelelő olvasóknak küldik ki, általában ingyen, és egy kérdőív során értékelik.

## Története
Az első magazin a német Erbauliche Monaths Unterredungen nevű irodalmi és filozófiai magazin volt, amelyet 1663-ban alapítottak. A londoni The Gentleman's Magazine volt az első általános jellegű magazin..Edward Cave, a The Gentleman's Magazine szerkesztője használta először a magazin szót egy katonai fegyverraktár analógiájaként. Az 1842-ben, Herbert Ingram által alapított The Illustrated London News az első illusztrált magazin.
Az 1800-as években lettek népszerűek a magazinok, általános érdeklődésre számot tevő témáik miatt: hírek, versek, történelem, politikai események és megbeszélések. Az újságokkal ellentétben a magazinok sokkal inkább a havi események rögzítését szolgálták, szórakoztató történetekkel, versekkel és képekkel kiegészítve.